# Ernest Neuschul
Ernst Neuschul später Ernest Neuschul und ab 1946 Ernest Norland (geboren 17. Mai 1895 in Aussig, Österreich-Ungarn; gestorben 11. September 1968 in London) war ein deutsch-tschechischer Maler. Er zählte in der Weimarer Republik zu den bekanntesten Malern der Neuen Sachlichkeit. Infolge seiner Verfolgung als Jude, seiner Flucht nach England und seiner Namensänderung geriet er in den Jahren nach dem Krieg in Deutschland in Vergessenheit.

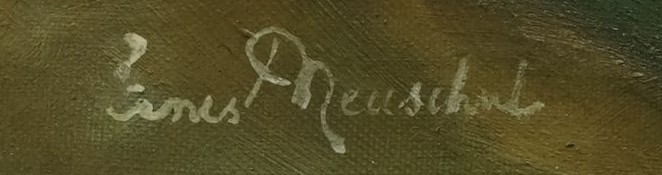
Ernest Neuschul, Signatur

## Biographie

### Kindheit und Studium bis 1918
Ernst Neuschul wurde 1895 als ältester von drei Söhnen des Eisenwarenhändlers Josef Neuschul und seiner Ehefrau Jeanette, geborene Feldmann, in Aussig an der Elbe in Nordböhmen geboren. Nordböhmen gehörte damals zur Österreich-Ungarischen Monarchie und wurde 1918 zu einem Teil der neuen Tschechoslowakischen Republik. Die Familie Neuschul zählte zur angesehenen und einflussreichen jüdischen Gemeinde der Stadt. Neuschul besuchte das Staatliche Gymnasium in Aussig, das er ohne Abschluss verließ.
Neuschul wollte gegen den Willen seines Vaters ein Studium an der Kunstakademie in Prag aufnehmen. Dazu kam es allerdings nicht, da ihm die Eltern die finanzielle Unterstützung verweigerten. Deshalb arbeitete er in Prag als Anstreicher und besuchte die Kurse an der Akademie als Externer. Anschließend ging er nach Wien, wo er die K.K. Graphische Lehranstalt besuchte. Die drohende Einberufung zum Kriegsdienst veranlasste ihn, 1916 von Wien nach Krakau zu gehen.
Neuschul setzt seine Studien an der Kunstakademie in Krakau, das damals zu Österreich-Ungarn gehörte, fort. Er nahm bei dem Jugendstilkünstler Józef Mehoffer Unterricht. Ein aus dieser Zeit stammendes Tagebuch mit eigenen Gedichten und Zitaten von Künstlern und Philosophen sowie seinen eigenen Gedanken dazu, weist Neuschul als einen ernsthaft suchenden und an weltanschaulichen und kunsttheoretischen Fragen und Antworten interessierten jungen Menschen aus. Im Sommer 1918 ging Neuschul nach Prag, wo er seine Studien an der Akademie der Bildenden Künste bei Franz Thiele fortsetzte.

### Prag und Berlin (1918–1922)
Im August 1918 begegnete er in Prag der holländisch-javanischen Tänzerin Takka-Takka, bürgerlicher Name Lucie Lindermann (1890–1980), die in Berlin aufgewachsen war und später seine Frau wurde. Er war von der Exotik dieser Frau fasziniert. Im Juli 1919 hatte Neuschul seine erste Einzelausstellung mit 39 Werken in Weinerts Salon in Prag. Wie ein Empfehlungsschreiben seines Professors belegt, beabsichtigte Neuschul Ende 1919 seine Studien an der Akademie der Bildenden Künste in Berlin fortzusetzen. Doch dazu kam es nicht, weil er mit seiner späteren Frau Reisen nach Java und Ostindien unternahm.
Ab August 1920 war Neuschul in der Wohnung seiner Lebenspartnerin Takka-Takka in Berlin-Charlottenburg gemeldet. Angeregt von ihren tänzerischen Fähigkeiten, befasste sich Neuschul mit ostindischem Tanz und schrieb Drehbücher zu Experimentalfilmen, die asiatische Mythen zum Thema haben. Er entwarf Tanzkostüme für seine Frau, die damit u. a. im Kursaal des Theaters von Luzern auftrat. Am 24. Juli 1922 heirateten Neuschul und Takka-Takka in Berlin. In den Folgejahren wurde sie sein wichtigstes Modell. 1922 hatte Neuschul in Rom auch seine erste Einzelausstellung.

### Als javanisches Tänzerpaar auf Welttournee (1922–1926)
Ab August 1922 gingen Takka-Takka und Ernest Neuschul unter dem Namen „Yoga-Taro“ (Kenner des Yoga) als javanisches Tänzerpaar mit ihrem Programm Asiatische Phantasien auf Tour durch Europa, die USA und Kanada. Den Abschluss bildeten Gastspiele in Frankfurt und Berlin. Diese erfolgreichen Jahre der Performance mit Takka-Takka sind Ausdruck für Neuschuls außergewöhnlich vielseitige Begabung. Wie seine Frau wurde auch er enthusiastisch als Tänzer gefeiert. Er nutzte die Reisen der Tournee zur Motivfindung zum Zeichnen, Malen, Fotografieren und zu Ausstellungen. Zwischen den Tanzengagements in Paris, Amsterdam, Rom, Madrid, New York und Montreal und vielen anderen Städten in Europa und den USA lebten er und Takka-Takka in Paris, Berlin oder in seiner Heimatstadt Aussig, wo auch Ausstellungen seiner Werke stattfanden. Schon zur ersten Ausstellung in seiner Heimatstadt erschien ein antisemitischer Artikel gegen die Arbeiten des 28-jährigen Künstlers. Im Januar 1926 fand der letzte Auftritt des Paares im Wintergarten in Berlin statt. In diesem Jahr wurde Neuschul Mitglied der Novembergruppe in Berlin, mit der er in den Folgejahren etliche Ausstellungen hatte. Hier machte er auch die Bekanntschaft mit den Malern Ludwig Meidner und Arthur Segal.

### Jahre in Berlin und Aussig (1926–1935)
Das Jahr 1927 brachte für Neuschul den großen Durchbruch. Erstmals wurde er von einer breiten Öffentlichkeit in Deutschland zur Kenntnis genommen. Er beteiligte sich erfolgreich an acht Ausstellungen, davon sechs in Berlin. In 48 überlieferten Presseartikeln werden seine Arbeiten gewürdigt. Im selben Jahr erhielt er einen Vertrag bei der renommierten Berliner Galerie Neumann-Nierendorf, der dem Künstler nun ein regelmäßiges Einkommen sicherte.
Auch in den Folgejahren beteiligte er sich an Ausstellungen in vielen deutschen Städten. Am 13. November 1928 wurden Ernest Neuschul und Lucie Lindermann geschieden. 1929 wurde er Mitglied im Reichsverband bildender Künstler Deutschlands. 1931 übernahm Neuschul den Lehrstuhl für Zeichnen und Malerei an der Städtischen Kunstschule Charlottenburg.
Das Selbstbildnis Der Agitator von 1932 zeigt Neuschul am Vorabend Hitlerdeutschlands als antifaschistischen Kämpfer. 1933 wurde Neuschul der letzte Vorsitzende der Novembergruppe vor ihrem Verbot durch die Nationalsozialisten. Bei seiner letzten Ausstellung im Februar 1933 im „Haus der Künstler“ am Schöneberger Ufer in Berlin wurden die ausgestellten Werke beschlagnahmt und viele davon vernichtet. Unmittelbar nach diesen Ereignissen flüchtete Ernest Neuschul in die Tschechoslowakei. Takka-Takka und seine spätere zweite Frau Christl Bell retteten seine Werke in seinem Berliner Atelier und brachten diese nach Aussig.
Am 3. Februar 1934 heiratete Neuschul seine zweite Frau Christl Bell, eine Malerin und bis 1933 Gemälderestauratorin am Kaiser-Friedrich-Museum in Berlin – heute Bode-Museum. Am 25. März 1934 wurde sein erster Sohn Til Peter geboren, dessen Vorname später in Khalil geändert wurde. Mitte 1935 erhielt Neuschul eine Einladung des Moskauer Künstlerverbandes nach Moskau.

### Jahre in Moskau und Aussig (1935–1937)
Am 6. September 1935 reisten Ernest Neuschul und seine Frau Christl mit 40 Werken, die zwischen 1929 und 1934 entstanden waren, nach Moskau. Sie wohnten zunächst im Hotel „Metropol“ und später in einer eigenen Wohnung. Gute Kontakte entwickeln sich zu anderen damals in Moskau lebenden Künstlern durch den Club ausländischer Arbeiter und auch zu russischen Künstlern. Neuschul war zunächst begeistert von dem, was er erlebte und besonders von den Menschen, die er kennenlernte. Über seine Einzelausstellung im Museum für Neue Westliche Kunst in Moskau berichtete die Prawda schon am zweiten Tag sehr positiv, so dass Neuschul in der Folgezeit etliche Aufträge erhielt. Unter anderem erhielt er den Auftrag Josef Stalin und Georgi Dimitroff zu porträtieren. Am 1. Januar 1936 wurde Neuschul Mitglied des Moskauer Künstlerverbandes und der Gewerkschaft der Sowjetkünstler. Einen Lehrstuhl an der Akademie der Bildenden Künste in Charkow lehnte er ab. Kurz vor Beginn der zweiten Stalinschen Säuberungen erhielt Neuschul von Andrej Bubnow, dem Volkskommissar für Volksbildung und später selbst Opfer der Stalinprozesse, den Rat, Moskau so schnell wie möglich zu verlassen.
Im Februar 1936 hielt Neuschul in Aussig einen Vortrag über die Sowjetunion. Im Juni 1936 berichtete die Bildbeilage Die Welt am Sonntag der Prager Presse ausführlich von seinem Aufenthalt in der Sowjetunion. 1937 fand seine letzte Ausstellung in seiner Heimatstadt statt. In dieser Ausstellung wurden zwei seiner Werke zerschnitten und mit Hakenkreuzen beschmiert. Am 3. November 1937 verließ Neuschul seine Heimatstadt Aussig für immer und zog mit seiner Familie nach Prag, bevor im Folgejahr die tschechoslowakischen Grenzgebiete von Hitlerdeutschland annektiert und zum neuen Reichsgau Sudetenland erklärt wurden.

### Jahre in Prag (1937–1939)
Neuschul wurde Mitglied des Oskar-Kokoschka-Klubs und hielt Vorträge über Entartete Kunst, zu der auch seine Werke erklärt wurden. In den ersten Monaten in Prag porträtierte er alleine dreimal den Tschechischen Staatspräsidenten Edvard Beneš. 1938 war Neuschul in einer verzweifelten Lage. Er stand auf der Schwarzen Liste der Nazis und von tschechischer Seite drohte ihm als Sudetendeutschem die Auslieferung an das „Dritte Reich“. Viele seiner Freunde verließen bereits Prag. Kokoschka und andere gingen nach England. Neuschul wusste, dass auch er sich wieder auf die Flucht begeben musste, aber er wusste nicht wohin. In die Sowjetunion wollte und konnte er nicht. Am 10. März 1939 meldete sich Neuschul polizeilich ab und lebte als „Illegaler“ in Prag weiter. Über Wenzel Jaksch, ein Mitglied der Deutschen Sozialdemokratischen Arbeiterpartei in der Tschechoslowakischen Republik (DSAP) – Neuschul war ebenfalls Mitglied – und dessen Verbindung zur Britischen Labour Party wurde es möglich, die Emigration Neuschuls und seiner Familie nach England in nur wenigen Tagen vorzubereiten. Weil die Gestapo in dieser Umbruchszeit noch nicht gleichgeschaltet war, stellte die Deutsche Wehrmacht die Ausreiseerlaubnis aus, und mit dem letzten Zug nach Deutschland fuhr die Familie Neuschul am 24. März 1939 über Holland nach England. Neuschuls Mutter, die wegen seines kranken Bruders Prag nicht verlassen wollte, wurde später mit den in Prag verbliebenen Familienmitgliedern in Auschwitz ermordet.

### Letzter Lebensabschnitt in England (1939–1968)
Die Familie lebte zunächst in Mumbles bei Swansea in Wales. Am 19. Mai 1939 wurde Neuschul Mitglied des Freien Deutschen Kulturbundes in England, der Free German Artists Association. Am 13. Juni 1943 wurde der zweite Sohn Misha geboren. Neuschul hielt Vorträge zur Geschichte der Kunst, wobei ihn deren soziale Aspekte besonders interessieren. 1946 entschied er sich, in England zu bleiben und zog mit seiner Familie nach London. Als Absage an die Vergangenheit änderte er seinen Namen von Neuschul in Norland. Das Haus in London-Hampstead bewohnte er bis zu seinem Lebensende. Er unternahm zahlreiche Reisen – 1966 zum ersten Mal nach Berlin. Bis zu seinem Tod fanden sieben Einzelausstellungen statt. Am 11. September 1968 starb Ernest Neuschul im Alter von 73 Jahren.

## Künstlerische Entwicklung
Zu Beginn von Ernst Neuschuls künstlerischer Betätigung war der Expressionismus en vogue, mit intensiven Farben in abstrakten Formen. Diesen Stil wandelte Neuschul für sich in den konkreteren Stil der Neuen Sachlichkeit. Zunächst waren Frauen sein bevorzugtes Thema, aber nach und nach fanden immer öfter sozialkritische Themen Eingang in sein Motivspektrum. Zunächst stellte er die Randgruppen der Gesellschaft dar. Er malte Trinker oder Damen aus der Halbwelt und dann immer öfter Motive aus der Arbeitswelt – Arbeiter auf dem Feld oder Arbeiter an ihren Maschinen. Die Darstellung von Menschen in der Arbeitswelt führte dann zur Einladung des Moskauer Künstlerverbandes. In Moskau gab man Neuschul allerdings zu verstehen, dass er die Arbeiter nicht in ihrer gegenwärtigen prekären Situation malen sollte, sondern im Stil des Sozialistischen Realismus und dem vom Kommunismus angestrebten Idealzustand. Das lehnte er ab. Neuschul blieb sich treu und malte weiter das, was er sah und nicht das, was er sehen sollte. Nach dem Krieg hat er seinen Stil weiter abstrahiert, konnte aber wie auch andere Emigranten, die Deutschland für immer verlassen hatten, wie z. B. George Grosz, nicht mehr an den Erfolg anknüpfen, den er vor seiner Flucht hatte. In Deutschland wiederentdeckt wurde er im Jahre 2002, als das Kunstforum Ostdeutsche Geschichte in Zusammenarbeit mit der Tschechischen Republik eine vierwöchige Ausstellung seiner Bilder in Regensburg veranstaltete. Dabei wurden vorwiegend Werke aus tschechischen und deutschen Museen sowie private Leihgaben gezeigt. Viele von Neuschuls Bildern wurden vernichtet, viele sind verschollen.

## Werke (Auswahl)
- 1915: Selbstporträt, Pastell auf Papier, 61,5 × 41 cm, Jüdisches Museum in Prag
- 1917: Stillleben mit Standuhr, Öl auf Leinwand, 70 × 40 cm, Museum der Stadt Aussig
- 1918 ca.: Tantalos, Öl auf Leinwand, 95 × 76,5 cm, Jüdisches Museum Prag
- 1919: Am Totenbett, Kolorierte Zeichnung auf Papier, 22,2 × 21,5 cm, Privatsammlung
- 1920: Der Affe um 1920, Radierung auf Papier, 12 × 8,2 cm, Privatsammlung
- 1920: Landschaft mit Bäumen, Kolorierter Holzschnitt auf Papier, 19,7 × 27,7 cm, Privatsammlung
- 1920 ca.: Mädchen mit Katze, Öl auf Leinwand, 90 × 70 cm, Berlinische Galerie, Landesmuseum für moderne Kunst
- 1923: Strand bei Biarritz, Öl auf Pappe, 44,5 × 57,5 cm, Regionalgalerie Liberec
- 1924: Samson II, Öl auf Leinwand, 100,5 × 138,5, Jüdisches Museum Berlin[3]
- 1926: Ruhende Frauen, Öl auf Leinwand, 67 × 87 cm, Berlinische Galerie, Landesmuseum für moderne Kunst
- 1926: Boote auf der Elbe, Öl auf Leinwand, 70 × 49 cm, Privatsammlung
- 1926: Die Kalkschaufler, Öl auf Leinwand, 58 × 59 cm, Privatsammlung
- 1926: Kaschemme II, Öl auf Leinwand, 98 × 80 cm, Nationalgalerie Berlin
- 1927: Selbstporträt, Öl auf Leinwand, 63 × 48 cm, Museum der Stadt Aussig
- 1927: Vor der Haustür, Öl auf Leinwand, 80 × 74 cm, Privatsammlung, Titelseite der  Zeitschrift Jugend  27/1929
- 1927: Die Säufer, Öl auf Leinwand, 102 × 86 cm, Hessisches Landesmuseum Darmstadt
- 1927: Die Tänzerin Takka-Takka, Öl auf Leinwand, Titelseite der  Zeitschrift Jugend  3/1929
- 1928: Die Rast, Öl auf Leinwand, 139 × 100,5 cm, Museum der Stadt Aussig
- 1929: Der Steinklopfer, Öl auf Leinwand, 113,5 × 144,7 cm, Kunstforum Ostdeutsche Galerie, Regensburg
- 1929: Am Kanal, Öl auf Leinwand, 100 × 81 cm, Ministerium für Jugend, Bildung und Sport der Tschechischen Republik
- 1929: Akt am Waschtisch, Öl auf Leinwand, 120 × 100,5 cm, Privatsammlung
- 1929: Krankes Mädchen, Öl auf Leinwand, 100,5 × 64,7 cm, Privatsammlung
- 1929: Schlafende dicke Frau, Öl auf Leinwand, 60 × 73 cm, Privatsammlung
- 1930 ca.: Plätterin, Öl auf Leinwand, 65 × 46 cm, Nationalgalerie Berlin
- 1931 ca.: Zigeuner, Öl auf Leinwand, 65 × 53 cm, Museum der Stadt Aussig
- 1931: Frau beim Schminken, Öl auf Leinwand, 72 × 50,3 cm, Privatsammlung
- 1931: Traubenpflückerin, Öl auf Leinwand, 81,5 × 100 cm, Jüdisches Museum Prag
- 1932: Landschaft mit Bäumen, Öl auf Leinwand, 61,5 × 91,2 cm, Privatsammlung
- 1932: Drei Bäume, Öl auf Leinwand, 53 × 43 cm, Privatsammlung
- 1932: Rückenakt, Öl auf Leinwand, 146,5 × 89 cm, Berlinische Galerie, Landesmuseum für moderne Kunst
- 1934: Weißes Haus, Öl auf Leinwand, 80 × 102 cm, Privatsammlung
- 1933: Toter Baum, Öl auf Leinwand, 86 × 101 cm, Privatsammlung
- 1933: Selbstporträt mit Mimi, Öl auf Leinwand, 60 × 73 cm, Privatsammlung
- 1933: Christel mit Barett, Öl auf Leinwand, 55,5 × 46,5 cm, Privatsammlung
- 1933 ca.: Haus im Garten, Öl auf Leinwand, 64 × 50 cm, Museum der Stadt Aussig
- 1933: Sonnenblumen, Öl auf Leinwand, 76,5 × 63 cm, Privatsammlung
- 1934: Der Junge (Der Krüppel), Öl auf Leinwand, 64 × 50 cm, Museum der Stadt Aussig
- 1934: Frauenakt (Halbakt), Aquarell auf Papier, 43 × 29 cm, Museum der Stadt Aussig
- 1934: Meine Frau mit unserem Kind, Öl auf Leinwand, 100 × 75 cm, Privatsammlung
- 1935: Arbeiter mit Spitzhacke, Öl auf Leinwand, 65 × 51 cm, Museum der Stadt Aussig
- 1936: Ernte im Mittelgebirge, Öl auf Leinwand, 74 × 100 cm, Museum der Stadt Aussig
- 1937: Selbstbildnis mit dem Sohn, Öl auf Leinwand, 90 × 70 cm, Nationalgalerie Berlin
- 1937: Alter Mann, Bleistift auf Papier, 44,2 × 27,8 cm, Privatsammlung
- 1938: Netzflicker in Marseille, Öl auf Leinwand, 69,5 × 66 cm, Privatsammlung
- 1938 ca.: Selbstporträt, Öl auf Leinwand, 45,4 × 35,5 cm, Privatsammlung
- 1962: Umarmung, Öl auf Leinwand, 76,2 × 55,9 cm, Privatsammlung

## Ausstellungen (Auswahl)

### Einzelausstellungen
- 1919: Ausstellung in Prag zum Abschluss seines Prager Studiums[4]
- 1922: Ausstellung in Rom[1]
- 1924: Ausstellung in Prag veranstaltet vom Kunstverein für Böhmen 19. Januar bis 13. Februar[5]
- 1924: Rom, Barcelona und Madrid[1]
- 1924: Society of fine Arts in New York und in Chikago[1]
- 1927: Galerie Neumann-Nierendorf in Berlin[6]
- 1928: Ausstellung in Paris[1]
- 1933: Ausstellung „neuerer Bilder“ im Haus der Künstler am Schöneberger Ufer Berlin im Februar[7]
- 1935: Museum für westliche Kunst in Moskau, November 1935 bis 23. Januar 1936[8]
- 1938: Ausstellung in den Hallen des Tschechoslowakischen Werkbundes in Prag, 28. April bis 12. März[9]
- 1946 bis 1968: Sieben Einzelausstellungen in Großbritannien[1]
- 1959: Ausstellung „Ernest Neuschul-Norland - Paintings“, Bezalel National Museum Jerusalem, 28. März bis 19. April[10]
- 1966: Retrospektive „Von der Neuen Sachlichkeit zur neuen Unsachlichkeit“, Ölgemälde von 1926 bis 1966, Berlin, 14. Juni bis 17. Juli[11]
- 1991: Ausstellung „Ernst Neuschul & Family“, Galerie im Haus am Lützowplatz, Berlin, 7. Mai bis 2. Juni[12]
- 2001: Ausstellung in Brünn/Tschechische Republik vom 12. Dezember 2001 bis 27. Januar 2002[1]
- 2001: Ausstellung in Regensburg vom 7. Februar 2001 bis 14. April 2001 im Museum Ostdeutsche Galerie Regensburg[1]

### Beteiligungen
- 1921: Große Berliner Kunstausstellung, Abteilung Freie Secession[13]
- 1921: Ausstellung „Junges Rheinland“, Düsseldorf[14]
- 1923: Kollektivausstellung in Aussig vom 27. Oktober bis 4. November[15]
- 1926: Große Berliner Kunstausstellung im Mai am Lehrter Bahnhof[16]
- 1926: Berliner Secession[17]
- 1927: Frühjahrsausstellung der Akademie der Künste April/Mai[1]
- 1927: Kunstschau im Moabiter Glaspalast[1]
- 1927: Ausstellung des Hilfsvereins für Junge Kunst in der Galerie Neumann-Nierendorf[18]
- 1927: Schlesische Kunstausstellung Scheitnig[1]
- 1927: Ausstellung „Das Porträt“ in der Städtischen Galerie Königsberg[19]
- 1928: Ausstellung „Das Bildnis in der Jungen Kunst“ im Duisburger Kunstverein im März[1]
- 1928: Frühjahrsausstellung der Berliner Akademie im Mai/Juni[1]
- 1928: Große Berliner Kunstausstellung am Lehrter Bahnhof, Mai bis Mitte Juli[20]
- 1928: Deutsche Kunst in Düsseldorf im Juni[21]
- 1928: Kunst und Technik im Folkwang-Museum in Essen, 8. Juni bis 22. Juli[22]
- 1928: Herbstausstellung der Deutschen Kunstgemeinschaft im Berliner Schloss im Oktober[23]
- 1928: Juryfreie Kunstschau Berlin im November[1]
- 1928: Stillleben-Ausstellung der Kunstkammer Berlin[24]
- 1929: Frühjahrsausstellung Das schöne Berlin im Berliner Schloss[25]
- 1929: Große Berliner Kunstausstellung am Lehrter Bahnhof im Mai[1]
- 1929: Kunst und Technik im Kunstverein Köln, Juni bis Juli[26]
- 1929: Juryfreie Kunstschau Berlin im Rahmen der Novembergruppe[1]
- 1930: Kollektivausstellung Ernest Neuschul im Kunstverein für Böhmen in Prag vom 27. März bis 21. April[27]
- 1930: Kollektivausstellung in der Volksbücherei in Aussig vom 19. April bis 4. März[28]
- 1930: Frühjahrsausstellung der Preußischen Akademie der Künste in Berlin, Mai bis Juni[1]
- 1931+1932: Große Berliner Kunstausstellung am Lehrter Bahnhof[1]
- 1933: Ausstellung des Vereins für Kunstpflege in Aussig[1]
- 1935: Kollektivausstellung  in der Volksbücherei Aussig mit 108 Werken, vom 28. Januar bis 23. Februar[29]
- 1937: Kollektivausstellung in der Stadtbücherei Aussig mit 74 Gemälden, 29. August bis 19. September[30]